# Crocidura russula osorio
Crocidura russula osorio és una subespècie de la musaranya comuna (Crocidura russula). Menja gairebé qualsevol tipus d'invertebrats i llurs larves: miriàpodes, aràcnids, isòpodes, gastròpodes, lepidòpters, coleòpters, ortòpters, etc. Hom sospita que també es nodreix de carronya, quan en troba. És depredada per l'òliba comuna (Tyto alba) i el xoriguer comú (Falco tinnunculus). També és caçada però no menjada per gats domèstics i gossos. És un endemisme de les Illes Canàries: nord i nord-est de Gran Canària.